# Kira Nikolajewna Golowko
Kira Nikolajewna Golowko, geboren Iwanowa, (russisch Кира Николаевна Головко, урожд. Иванова; * 11. März 1919 in Jessentuki; † 16. August 2017 in Moskau) war eine sowjetische bzw. russische Theater- und Filmschauspielerin.

## Leben
Als Golowko, Großnichte des Dichters Wjatscheslaw Iwanowitsch Iwanow, in der Schule nach der 4. Klasse nicht in die 5. versetzt wurde, änderte ihre Mutter die 9 in eine 8 im Geburtsjahr, was von den Ämtern akzeptiert wurde und immer als ihr Geburtsjahr galt.
Das Studium am Moskauer Institut für Philosophie, Literatur und Kunst begann Golowko 1937 in der Fakultät für Russische Literatur.
Am Moskauer Akademischen Maxim-Gorki-Kunsttheater (MChAT) der UdSSR wurde Golowko 1938 als Aushilfe in die Truppe aufgenommen. Beim Vorsprechen las sie Iwan Krylows Fabel Der Fuchs. Auch spielte sie auf der Bühne des Kaliningrader Oblast-Drama-Theaters.
Golowko heiratete den Admiral Arseni Golowko (1906–1962). Sie bekam 1949 den Sohn Michail, der in die Sowjetische Marine ging, und 1953 die Tochter Natalja, die Schauspielerin wurde. Das MChAT hatte Golowko 1950 verlassen. Sie zog mit ihrem Mann 1954 nach Baltijsk und war die führende Schauspielerin des Kaliningrader Drama-heaters. Ihr Mann setzte sich sehr für den Wiederaufbau des alten Theatergebäudes ein.
Ans MChAT kehrte Golowko 1957 zurück und blieb dort bis 1985. Ab 1958 lehrte sie auch an der Studio-Schule des MChAT und wurde zur Dozentin ernannt. Zu ihren Schülern gehörten Natalja Jegorowa, Boris Newsorow und Nikolai Karatschenzow.
Seit 1946 übernahm Golowko auch Rollen in Filmen. In Sergei Bondartschuks vierteiligem Film Krieg und Frieden (1966, 1967) nach dem historischen Roman Krieg und Frieden Lew Tolstois spielte sie die Gräfin Rostowa.
Golowko starb in Moskau am 16. August 2017 und wurde auf dem Friedhof Trojekurowo begraben.

## Ehrungen, Preise
- Stalinpreis (1947) für ihre Rolle im Film Glinka
- Verdiente Künstlerin der RSFSR (1948)
- Volkskünstlerin der RSFSR (1957)
- Orden der Freundschaft (1998)[5]
- Verdienstorden für das Vaterland IV. Klasse (2003)[7]